# Abbaye du Val-Saint-Bernard
L'abbaye cistercienne du Val-Saint-Bernard était une abbaye de sœurs cisterciennes située à Diest, dans la Province du Brabant flamand, en Belgique, de 1235 à 1796.

## Historique
Une charte du 22 juin 1235 établit qu'un vassal, dénommé Paul, du comte Arnold IV de Looz fonde en 1235 (ou 1234) l'abbaye du Val-Saint-Bernard (vallée du Saint-Bernard ou Vallis Sancti Bernardi) et non le comte lui-même comme auparavant supposé,,. L'abbaye a d'abord été établie non loin de la rivière Démer, sur la colline du Kloosterberg, le long de la Bever. Le comte Arnold IV n'a eu comme rôle que de transformer en alleu la terre donnée au monastère. Par une bulle papale du 22 mars 1239, le pape Grégoire IX approuve le rattachement de l'abbaye à l'ordre de Cîteaux, puis le duc de Brabant Henri III confirme sa fondation. Elle passe à partir de la seconde moitié du 13e siècle à un système de location plutôt que de gestion propre. Dépendante du diocèse de Malines, elle est soumise à l'abbé de Saint-Bernard sur l'Escault, de l'ordre de Cîteaux, dès la fondation de l'abbaye,.
D'abord située en dehors de la ville, l'abbaye est incendiée et détruite le 21 février 1578 par les troupes du prince d'Orange. Elle  passe alors dans la ville de Diest.
L'abbaye est fermée en 1796 par la Révolution française, elle ne compte alors que quatorze religieuses et six sœurs converses. L'abbaye est mise en vente et son église abbatiale détruite. Les bâtiments conventuels sont transformés par la commune de Diest en arsenal municipal.